# 台元券
台元券，是1999年時建國黨在2000年中華民國總統選舉期間以台灣共和國名目發行的私營貨幣，面值分別為100、500、1000、5000元的紙鈔。

台元券1000元正面

## 由來
2000年中華民國總統選舉期間，1999年9月1日，建國黨總統提名人鄭邦鎮預估，若總統參選人連署人數達25萬人且每人捐款新臺幣100元，就有新臺幣2500萬元的選舉經費可供運用。因黃玉炎在台北銀行作銀行員時曾推動取消分行清算、聯行帳簡化、放款手續簡化等制度使銀行績效增加，建國黨便找他作副總統候選以設計募款制度。黃玉炎設計台元券圖樣紙鈔，正面100元為台灣鳳蝶和油麻菜籽、500元為台灣雲豹和玉山、1000元為台灣帝雉和太平洋、5000元為台灣百合和台灣島，背面都以泛綠活動照片為主題。
1999年10月14日，建國黨決策會議決議將以台灣共和國的名目發行台元券，作為總統競選及建國黨運作經費。23日，鄭邦鎮在高雄市高屏辦公處說建國成功後，台元券可以兌換10倍價格。次月，建國黨在雲林縣縣長補選時開始發行台元券。11月6日，雲林縣長補選投票日，建國黨在虎尾郵局及台灣基督長老教會虎尾教會前設置總統選舉連署站，讓民眾贊助兌換。

## 後續
1999年11月6日，鄭邦鎮在台北火車站西三門時主持總統候選人聯署時，建國黨接受民眾只要捐助新台幣100元，就可換得同面額的台元券。同月8日，對於私自發行紙鈔是否違法，中央銀行總裁彭淮南指出，央行不認為台元券是貨幣，但若在市面上流通使用，央行定會依法嚴處。18日，到中央選舉委員會辦理登記的建國黨正副總統參選人鄭邦鎮、黃玉炎，拿出總面額100萬元的台元券作為選舉保證金時遭到拒絕，於是改遞交新台幣100萬元本票。21日，鄭邦鎮在南投縣草屯鎮第一商業銀行前，宣傳可以0.8：1的匯率將新台幣換成台元券。2000年1月6日，鄭邦鎮因僅得14萬人連署未能過連署門檻，抱怨連署成本過高、每人平均耗資新台幣200元。
2000年7月3日，黃玉炎指責，中央銀行新發行的第五套橫式新臺幣1000元有台灣帝雉，中央銀行涉嫌抄襲台元券同面額紙鈔，建國黨不排除向中央銀行採取法律行動。同日，中央銀行發行局局長吳紹起回應，新版千元圖樣為早於建國黨發行前就公布。